# Sankou, Jiangsu Sheng
Sankou är en köpinghuvudort i Kina. Den ligger i provinsen Jiangsu, i den östra delen av landet, omkring 240 kilometer norr om provinshuvudstaden Nanjing. Antalet invånare är 45 247. Befolkningen består av 22 721 kvinnor och 22 526 män. Barn under 15 år utgör 24,0 %, vuxna 15-64 år 66 %, och äldre över 65 år 9,0 %.
Runt Sankou är det tätbefolkat, med 511 invånare per kvadratkilometer. Närmaste större samhälle är Xiaojian, 16,3 km öster om Sankou. Trakten runt Sankou består till största delen av jordbruksmark.
Genomsnittlig årsnederbörd är 1 055 millimeter. Den regnigaste månaden är juli, med i genomsnitt 294 mm nederbörd, och den torraste är januari, med 14 mm nederbörd.